# 兴光
兴光（454年七月-455年六月）是北魏文成帝拓跋濬的年號，歷時年餘。

## 纪年
| 兴光 | 元年  | 二年  |
| ---- | ----- | ----- |
| 公元 | 454年 | 455年 |
| 干支 | 甲午  | 乙未  |

## 參看
- 中国年号索引
- 同期存在的其他政权年号
  - 孝建（454年正月—456年十二月）：南朝宋宋孝武帝刘骏的年号
  - 承平（443年-460年）：北凉政权沮渠無諱、沮渠安周年号